# Комаров, Игорь Анатольевич
Игорь Анато́льевич Комаро́в (род. 25 мая 1964, Энгельс, Саратовская область, РСФСР, СССР) — российский государственный и политический деятель, промышленник, финансист и управленец. Полномочный представитель президента Российской Федерации в Приволжском Федеральном округе с 7 сентября 2018 года.
Президент ПАО «АвтоВАЗ» (2009—2013). Глава объединённой ракетно-космической корпорации (ОРКК) (14 марта 2014 — 21 января 2015). Генеральный директор Государственной корпорации по космической деятельности «Роскосмос» (21 января 2015 — 24 мая 2018).
Из-за вторжения России на Украину находится под персональными международными санкциями Великобритании, США, Канады, Австралии, Украины, Новой Зеландии.

## Биография
Полномочный представитель президента РФ в Приволжском федеральном округе Игорь Анатольевич Комаров родился 25 мая 1964 года в Энгельсе Саратовской области.
В 1986 году окончил Московский государственный университет им. М. В. Ломоносова по специальности «экономист».
В 1986—1987 годах работал инженером во
С 1987 года по 1992 год проходил службу в Всесоюзном научно-исследовательском институте экономических проблем развития науки и техники (ВНИИ ЭПРАНТ, ныне — Российский научно-исследовательский институт экономики, политики и права в научно-технической сфере, РИЭПП).Вооруженных Силах СССР и России.
В 1992—1993 годах был ведущим экономистом отдела финансового анализа планово-экономического управления, заместитель главного бухгалтера по вопросам автоматизации и финансового анализа акционерного банка «Инкомбанк».
В 1993—1993 годах — председатель правления коммерческого банка «ЛАНТА-БАНК».
В 1994 году — председатель правления коммерческого банка «Золотобанк».
В 1994—1998 годах — заместитель начальника управления валютно-финансовых операций, первый заместитель главного финансового директора департамента по управлению финансами, главный бухгалтер, первый вице-президент ОАО "Акционерный банк «Инкомбанк».
В 1998—2000 годах — первый заместитель председателя правления, первый вице-президент акционерного коммерческого банка ОАО «Национальный резервный банк».
В 2000—2002 годах — заместитель председателя правления акционерного коммерческого Сберегательного банка Российской Федерации.
В период 2002—2008 годов был заместителем генерального директора, затем заместитель генерального директора — заместитель председателя правления, заместитель генерального директора ОАО "Горно-металлургической компании «Норильский никель».
В 2008—2009 годах — советник генерального директора государственной корпорации «Ростехнологии».
С 2002 по 2008 год являлся заместителем генерального директора ОАО «Горно-металлургическая компания „Норильский никель“» по экономике и финансам.

### Президент «АвтоВАЗ»
С октября 2008 года занимал должность советника генерального директора Государственной корпорации «Ростехнологии», в мае 2009 года был назначен исполнительным вице-президентом ОАО «АвтоВАЗ», а 28 августа 2009 года назначен президентом этой компании.
1 октября 2009 года избран председателем совета директоров ЗАО «Джи Эм-АВТОВАЗ».
16 октября 2013 года заявил о своём уходе с поста президента ОАО «АвтоВАЗ». Формально свой уход с должности президента автомобильного концерна он обосновал переходом на новую работу — президента Объединённой ракетно-космической корпорации[противоречие].
За время работы президентом «АвтоВАЗа» — с 2009 по 2013 годы — Комаров и его команда провели реформы по кардинальному переустройству автомобильного завода. В 2012 году снял с производства ВАЗ-2107.

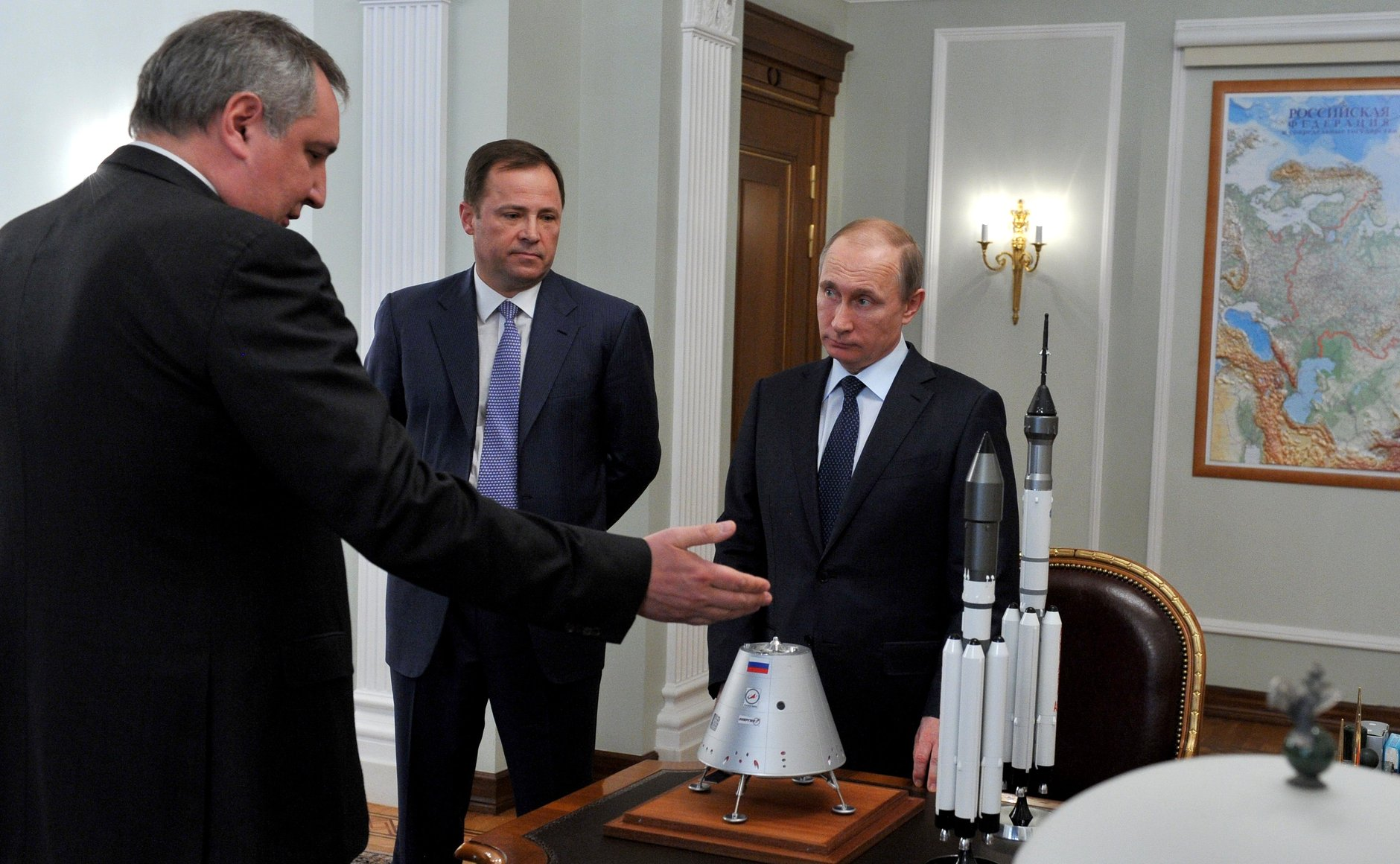
Дмитрий Рогозин, Игорь Комаров
и Владимир Путин, 2015 год

### В «Роскосмосе»
23 октября 2013 года распоряжением председателя правительства Российской Федерации Д. А. Медведева назначен заместителем руководителя Федерального космического агентства (Роскосмос).
В марте 2014 года назначен правительством главой объединённой ракетно-космической корпорации.
21 января 2015 года возглавил госкорпорацию «Роскосмос».
24 мая 2018 года указом президента Российской Федерации освобождён от должности генерального директора госкорпорации «Роскосмос».

### После «Роскосмоса»
С 11 июля по 7 сентября 2018 — заместитель министра науки и высшего образования РФ.
С 7 сентября 2018 — Полномочный представитель президента Российской Федерации в Приволжском федеральном округе. В сентябре 2018 года включён в состав Совета безопасности РФ.

## Международные санкции
28 февраля 2022 года, на фоне вторжения России на Украину, внесён в санкционный список Канады лиц «которые несут наибольшую ответственность за неспровоцированное и неоправданное вторжение России в Украину».
6 апреля 2022 года включён в санкционный список Соединённых Штатов Америки «против России за её злодеяния в Украине».
Указом президента Украины Владимира Зеленского от 7 сентября 2022 года находится под санкциями Украины так как он несёт ответственность за «военное вторжение Российской Федерации на территорию Украины, совершение массовых военных преступлений Российской Федерацией на территории Украины».
По аналогичным основаниям, с 25 февраля 2022 года находится под санкциями Австралии. С 9 мая 2022 года находится под санкциями Великобритании. С 3 мая 2022 года находится под санкциями Новой Зеландии.

## Собственность и доходы
Согласно налоговой декларации за 2018 год, имеет самый высокий доход среди сотрудников Администрации Президента России — в размере 657 миллионов рублей. Доход супруги — два миллиона рублей. Имеет в собственности семь земельных участков общей площадью почти 20 тыс. м², 3 жилых дома площадью около 4 тыс. м², 5 квартир, нежилые помещения, 4 автомобиля, среди которых Лада Ларгус и Mercedes-Benz Viano.
Согласно расследованию Важных историй, дочь Комарова Мария владеет квартирой в одном из самых дорогих районов Лондона — Белгрейвии — стоимостью около 4,2 млн фунтов стерлингов. Недалеко от этой квартиры расположены апартаменты стоимостью 8,3 млн фунтов стерлингов, принадлежащие оффшорной компании Wastom Holdings с Британских Виргинских островов, которую основал сам Игорь Комаров.

## Награды

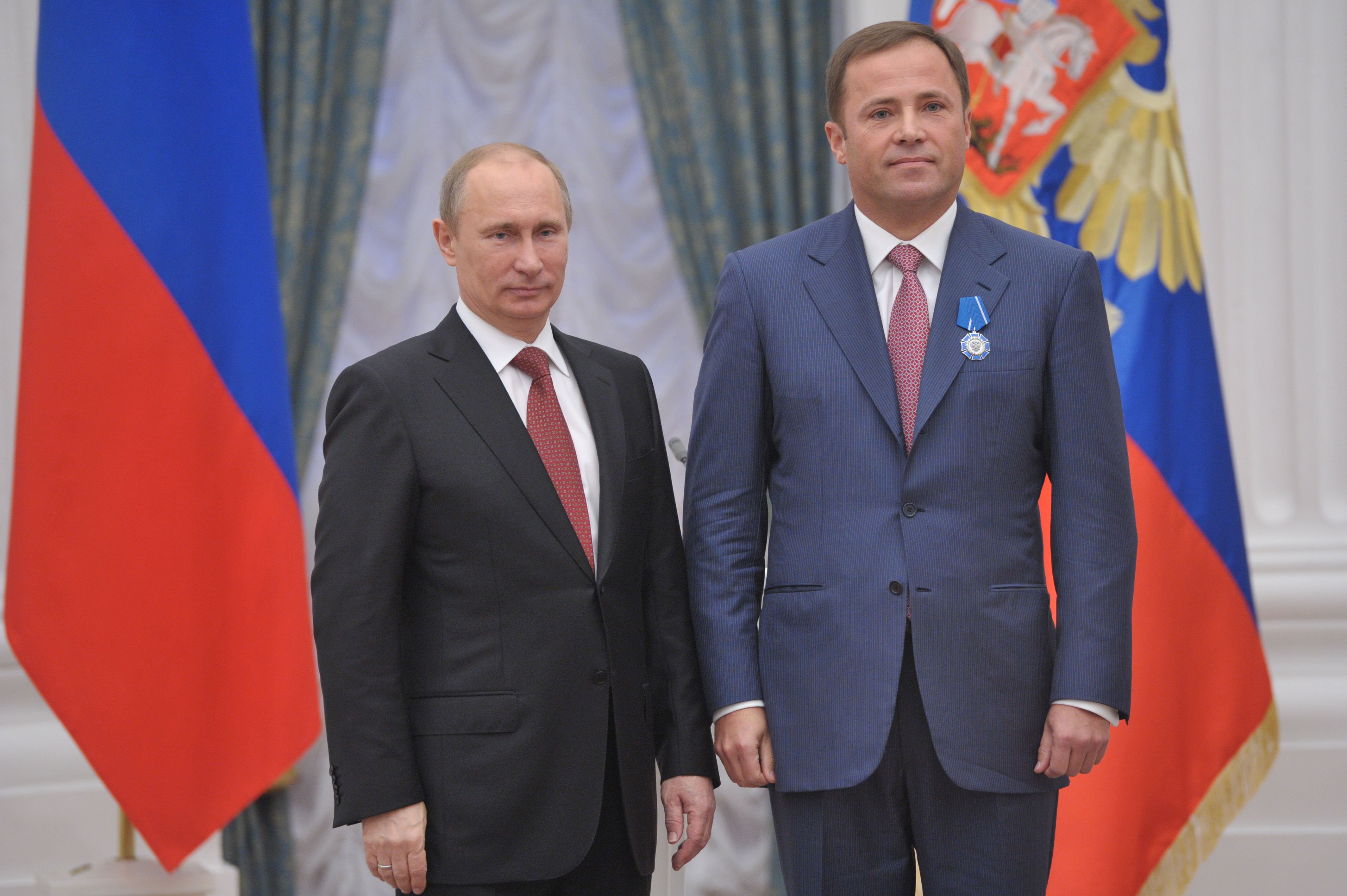
И. А. Комаров награждён Орденом Почёта, 2012 год

- Кавалер ордена Почётного легиона (2011 год, Франция)[21]
- Орден Почёта (27 октября 2012 года) — за достигнутые трудовые успехи и многолетнюю добросовестную работу[22]
- Орден Достык I степени (2015 год, Казахстан)[23]
- Почётная грамота Совета МПА СНГ (13 октября 2017 года, Межпарламентская ассамблея СНГ) — за активное участие в деятельности Межпарламентской Ассамблеи и её органов, вклад в укрепление дружбы между народами государств — участников Содружества Независимых Государств[24]
- Юбилейная медаль «МПА СНГ. 25 лет» (12 апреля 2018 года, Межпарламентская ассамблея СНГ) — за заслуги в деле развития и укрепления парламентаризма, за вклад в развитие и совершенствование правовых основ функционирования Содружества Независимых Государств, укрепление международных связей и межпарламентского сотрудничества[25]
- Орден преподобного Серафима Саровского III степени (2019 год, РПЦ)
- Медаль «В память 800-летия Нижнего Новгорода» (2021)
- Орден преподобного Серафима Саровского II степени (23 октября 2022 года) — во внимание к помощи в строительстве Благовещенского собора Свято-Троицкого Серафимо-Дивеевского женского монастыря[26]
- Благодарность президента России (2022).